# Kanton Orthez
Orthez is een voormalig kanton van het Franse departement Pyrénées-Atlantiques. Het kanton maakte deel uit van het arrondissement Pau. Het werd opgeheven bij decreet van 25 februari 2014, met uitwerking op 22 maart 2015.

## Gemeenten
Het kanton Orthez omvatte de volgende gemeenten:
- Baigts-de-Béarn
- Balansun
- Bonnut
- Castétis
- Lanneplaà
- Orthez (hoofdplaats)
- Puyoô
- Ramous
- Saint-Boès
- Saint-Girons-en-Béarn
- Salles-Mongiscard
- Sallespisse
- Sault-de-Navailles